# Velopoúla
Velopoúla, en grec moderne : Βελοπούλα, est une île grecque du golfe Saronique. Elle a une superficie de 1,86 km2 et ne compte aucun habitant permanent en 2011.

## Situation
Velopoula est situé dans la Mer de Myrto, à environ 36 km à l'est du Péloponnèse, 38 km à l'ouest de Falkonéra et 44 km au sud-est de Spetses.
Elle est rattachée au dème (municipalité) de Spetses.